# Остроумов, Стефан Иоаннович
Стефа́н Иоа́ннович Остроу́мов (25 июля 1861 — после 1930) — член IV Государственной думы от Рязанской губернии, протоиерей.

## Биография
Сын священника.
Окончил Рязанскую духовную семинарию (1881) и Московскую духовную академию со степенью кандидата богословия (1885). По окончании академии год был преподавателем латинского языка в Вологодской духовной семинарии. В 1887 году защитил диссертацию о греческих апологетах II века, за что был удостоен степени магистра богословия.
В 1886 году был рукоположен в священники к Троицкой церкви села Николаевская Тума Касимовского уезда. Открыл в селе книжный склад, был председателем основанного им приходского братства и заведующим нескольких школ. Также состоял благочинным 3-го округа Касимовского уезда (с 1898) и членом Касимовского отделения Рязанского епархиального училищного совета. В 1897 году был возведен в протоиереи. Из церковных наград имел камилавку (1900) и наперсный крест (1904). Сотрудничал в нескольких духовных журналах, был проповедником трезвости.
В 1912 году был избран членом Государственной думы от Рязанской губернии. Входил во фракцию русских националистов и умеренно-правых (ФНУП), со 2-й сессии — во фракцию земцев-октябристов. Состоял членом продовольственной и о народном здравии комиссий. Входил в Прогрессивный блок.
В июле 1918 года был арестован по обвинению «в нарушении закона об отделении церкви от государства», затем отпущен под подписку о невыезде. 15 февраля 1930 года вновь арестован, обвинялся по статьям 58-10, 58-11 УК РСФСР. 22 марта 1930 тройкой при ПП ОГПУ по Московской области приговорен к 10 годам высылки в Северный край.
Дальнейшая судьба неизвестна. К 1912 году был вдовцом, имел троих детей.

## Сочинения
- Разбор сведений Евсевия Кесарийского и бл. Иеронима Стридонского о греческих апологетах христианства второго века. — Москва, 1886.
- Письма о православном благочестии. — Москва, 1896.
- Жить — любви служить: (Очерк православ. нравоучения). — Москва, 1900.
- Суждения замечательнейших естествоведов XIX века в защиту христианской веры, журнал «Вера и Разум», 1901. № 8. Отд. 1. С. 334—335; № 9. Отд. 1. С. 370—386.
- Суждения философов ХІХ-го века в защиту христианской веры, журнал «Вера и Разум», 1903. № 20. Отд. 2. С. 377—390.
- Согласны ли с Евангелием обеты трезвости? — Санкт-Петербург, 1911.
- Наша слабость. — Санкт-Петербург, 1911.
- Православное учение в изречениях и примерах: (Для проповедников, законоучителей и любителей духов. чтения): В 4 ч. Т. 1-2. — Санкт-Петербург, 1913.
- Из истории пьянства на Руси. — Санкт-Петербург, 1914.